# Bens e serviços
Satisfazemos nossas necessidades e desejos através do consumo de bens e serviços.
Os bens são itens que podemos  ver e tocar, tais como um livro, uma caneta, sal, uns sapatos, um chapéu, uma pasta, etc.
Os serviços são prestados  por outras pessoas a quem os utiliza, como por exemplo, um ato médico, cortar a relva, cortar o cabelo ou servir comida num restaurante.
Consideram-se bens e serviços comuns aqueles cujos padrões de desempenho e qualidade  possam ser objetivamente  definidos no edital, por meio de especificações  usuais praticadas no mercado.